# Aleksandr Kolomeïtsev
Aleksandr Vladimirovitch Kolomeïtsev (en russe : Александр Владимирович Коломейцев) est un footballeur russe né le 21 février 1989 à Sourgout.

## Biographie

### Carrière de joueur
Natif de Sourgout, Kolomeïtsev y habite jusqu'à ses 14 ans, y pratiquant notamment le futsal. Il intègre par la suite l'école de football du Spartak Moscou avant de rejoindre le Torpedo Moscou en 2006. Il passe ensuite une année en alternance entre l'équipe amateur du Spartak-2 et celle du Torpedo-2.

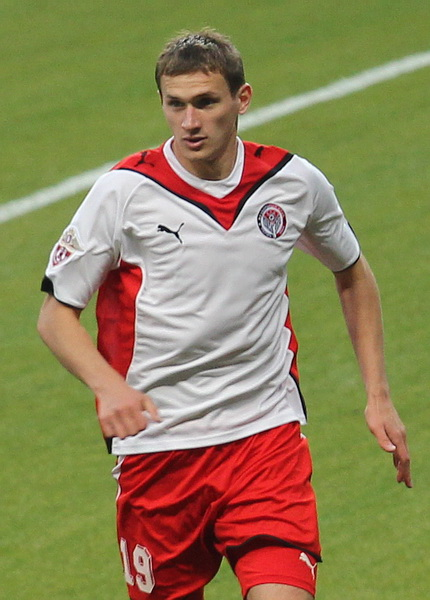
Kolomeïtsev avec l'Amkar Perm en 2010.

Kolomeïtsev fait ses débuts professionnels en deuxième division lors de la saison 2008, disputant trente-et-un matchs pour un but marqué contre l'Oural Iekaterinbourg. Après la perte du statut professionnel du club, il rejoint le Sportakademklub Moscou en troisième division pour la première moitié de la saison 2009, disputant treize matchs pour quatre buts inscrits avant de rejoindre le FK Moscou pour la fin de l'année, où il évolue uniquement avec les équipes de jeunes.
Recruté par l'Amkar Perm en début d'année 2010, Kolomeïtsev y découvre la première division, faisant ses débuts lors de la onzième journée du championnat contre le Lokomotiv Moscou et inscrivant son premier but sous ses nouvelles couleurs dès la rencontre suivante contre Tom Tomsk. Il dispute en tout dix-neuf matchs pour sa première saison dans l'élite, s'impose rapidement comme titulaire après ses débuts. Il maintient ce statut lors des saisons suivantes, devenant un joueur-clé de l'Amkar malgré les changements réguliers d'entraîneurs. Ses performances lui permettent d'être recruté par le Lokomotiv Moscou lors du mois de juin 2015 alors qu'il est en fin de contrat.
Kolomeïtsev fait ses débuts avec le Lokomotiv le mois suivant lors de la Supercoupe de Russie face au Zénith Saint-Pétersbourg, où il est aligné d'entrée et dispute l'intégralité de la rencontre mais ne pouvant empêcher les siens de s'incliner aux tirs au but. Régulièrement titularisé au milieu de terrain pour sa première saison, il découvre par ailleurs la coupe d'Europe à cette occasion, disputant sept matchs en Ligue Europa. Son temps de jeu diminue cependant drastiquement la saison suivante, étant relégué au rang de joueur de rotation, il n'est titularisé qu'à neuf reprises en championnat. Il prend également part au parcours de l'équipe en Coupe de Russie, bien que ne disputant que les premiers tours et passant la demi-finale et la finale sur le banc. Cette situation perdure lors de la saison 2017-2018, qui le voit à nouveau être utilisé comme remplaçant mais lui permettant tout de même de contribuer à la victoire du Lokomotiv en championnat avec dix-neuf matchs disputés.
Souffrant d'un problème d'articulation et opéré au mois d'octobre 2018, il ne prend part à aucune rencontre de la première partie de la saison 2018-2019. Il fait son retour sur le banc au mois d'avril 2019 mais ne prend finalement part à aucune rencontre sur toute la saison. Il retrouve par la suite la compétition durant l'exercice 2019-2020 en disputant une dizaine de rencontres en fin d'année 2019 avant de rester inutilité pour le reste de la saison. À l'issue de celle-ci, il décide de quitter le Lokomotiv et de prendre dans la foulée sa retraite sportive à l'âge de 31 ans.

### Carrière internationale
Kolomeïtsev connaît une seule sélection avec les espoirs : un match amical disputé contre la France en novembre 2010. Il est par la suite appelé par l'équipe B de la sélection russe avec qui il dispute deux rencontres face à la sélection olympique biélorusse en septembre-octobre 2011.

## Statistiques
| Saison                | Club                   | Championnat           | Championnat | Championnat | Coupe(s) nationale(s) | Coupe(s) nationale(s) | Compétition(s) continentale(s) | Compétition(s) continentale(s) | Compétition(s) continentale(s) | Total | Total |
| Saison                | Club                   | Division              | M.          | B.          | M.                    | B.                    | Comp.                          | M.                             | B.                             | M.    | B.    |
| 2008                  | Torpedo Moscou         | D2                    | 31          | 1           | -                     | -                     | -                              | -                              | -                              | 31    | 1     |
| 2009                  | Sportakademklub Moscou | D3                    | 13          | 4           | 1                     | 0                     | -                              | -                              | -                              | 14    | 4     |
| Sous-total            | Sous-total             | Sous-total            | 44          | 5           | 1                     | 0                     | -                              | -                              | -                              | 45    | 5     |
| 2010                  | Amkar Perm             | D1                    | 19          | 1           | 2                     | 0                     | -                              | -                              | -                              | 21    | 1     |
| 2011-2012             | Amkar Perm             | D1                    | 42          | 2           | 2                     | 1                     | -                              | -                              | -                              | 44    | 3     |
| 2012-2013             | Amkar Perm             | D1                    | 25          | 2           | 1                     | 0                     | -                              | -                              | -                              | 26    | 2     |
| 2013-2014             | Amkar Perm             | D1                    | 24          | 1           | 1                     | 0                     | -                              | -                              | -                              | 25    | 1     |
| 2014-2015             | Amkar Perm             | D1                    | 28          | 3           | 1                     | 0                     | -                              | -                              | -                              | 29    | 3     |
| Sous-total            | Sous-total             | Sous-total            | 138         | 9           | 7                     | 1                     | -                              | -                              | -                              | 145   | 10    |
| 2015-2016             | Lokomotiv Moscou       | D1                    | 28          | 3           | 3                     | 0                     | C3                             | 7                              | 0                              | 38    | 3     |
| 2016-2017             | Lokomotiv Moscou       | D1                    | 19          | 2           | 3                     | 0                     | -                              | -                              | -                              | 22    | 2     |
| 2017-2018             | Lokomotiv Moscou       | D1                    | 19          | 1           | 2                     | 0                     | C3                             | 8                              | 0                              | 29    | 1     |
| 2018-2019             | Lokomotiv Moscou       | D1                    | -           | -           | -                     | -                     | -                              | -                              | -                              | 0     | 0     |
| 2019-2020             | Lokomotiv Moscou       | D1                    | 10          | 1           | 2                     | 0                     | C1                             | 1                              | 0                              | 13    | 1     |
| Sous-total            | Sous-total             | Sous-total            | 76          | 7           | 10                    | 0                     | -                              | 16                             | 0                              | 102   | 7     |
| Total sur la carrière | Total sur la carrière  | Total sur la carrière | 258         | 21          | 18                    | 0                     | -                              | 16                             | 0                              | 292   | 21    |

## Palmarès
Lokomotiv Moscou
- Champion de Russie en 2018.
- Vainqueur de la Supercoupe de Russie en 2019.
- Finaliste de la Supercoupe de Russie en 2015 et 2017.